# Campeonato Venezuelano de Futebol de 2024 – Primeira Divisão
O Campeonato Venezuelano de Futebol de 2024, ou Liga FUTVE, foi a 68ª edição da primeira divisão da Venezuela desde a sua criação em 1957. O torneio é organizado pela Federação Venezuelana de Futebol. Um total de 14 equipes participaram da competição, todas provenientes da temporada passada.
A edição possui como atual campeão o Deportivo Táchira.

## Sistema de jogo
Nesta temporada houve o retorno do formato de Apertura e Clausura para a competição, o qual tinha sido utilizado pela última vez em 2019. Ambos os torneios Apertura e Clausura irão conter uma primeira fase em que os times participantes irão jogar uns contra os outros em jogos únicos, com os oito melhores colocados avançando para a semifinal. A semifinal ocorrerá com os oito times divididos em dois grupos com quatro times cada, com jogos de ida e volta. Os vencedores de cada grupo irão se enfrentar em uma final única para decidir o campeão do torneio. Ambos os campeões dos torneio Apertura e Clausura irão se enfrentar na Final Absoluta para decidir o campeão da temporada. Em todas as finais, o mandante será aquele com melhor campanha.

## Equipes participantes

### Promoções e rebaixamentos
Originalmente, 15 times eram esperados para a competição, porém a equipe ganhadora da Segunda División de 2023, o Ureña, não conseguiu participar devido a problemas financeiros. Dessa forma, a edição ocorreu com apenas 14 times, todos da temporada passada. Como também, é importa ressaltar que o Hermanos Colmenarez mudou o nome para Inter de Barinas.
| Pos. | à Primera Divisão |
| ---- | ----------------- |
| 1º   | Ureña (desistiu)  |

| Pos. | à Segunda Divisão  |
| ---- | ------------------ |
| 15°  | Mineros de Guayana |

### Dados das equipes
| Equipe                  | Cidade         | Estado     | Estádio                 | Capacidade | Títulos (último) |
| ----------------------- | -------------- | ---------- | ----------------------- | ---------- | ---------------- |
| Academia Puerto Cabello | Puerto Cabello | Carabobo   | La Bombonerita          | 7.000      | —                |
| Angostura               | Ciudad Bolívar | Bolívar    | Ricardo Tulio Maya      | 2.500      | —                |
| Carabobo                | Valencia       | Carabobo   | Misael Delgado          | 10.000     | —                |
| Caracas                 | Caracas        | Caracas    | Olímpico de la UCV      | 24.900     | 12 (2019)        |
| Deportivo La Guaira     | Caracas        | Caracas    | Olímpico de la UCV      | 24.900     | 1 (2020)         |
| Deportivo Táchira       | San Cristóbal  | Táchira    | Pueblo Nuevo            | 38.755     | 10 (2023)        |
| Estudiantes de Mérida   | Mérida         | Mérida     | Metropolitano de Mérida | 42.200     | 2 (1985)         |
| Inter de Barinas        | Barinas        | Barinas    | Agustín Tovar           | 29.800     | —                |
| Metropolitanos          | Caracas        | Caracas    | Olímpico de la UCV      | 24.900     | 1 (2022)         |
| Monagas                 | Maturín        | Monagas    | Monumental de Maturín   | 51.796     | 1 (2017)         |
| Portuguesa              | Araure         | Portuguesa | José Antonio Páez       | 14.000     | 5 (1978)         |
| Rayo Zuliano            | Maracaibo      | Zulia      | José Encarnación Romero | 40.800     | —                |
| Universidad Central     | Caracas        | Caracas    | Olímpico de la UCV      | 24.900     | 1 (1957)         |
| Zamora                  | Barinas        | Barinas    | Agustín Tovar           | 24.396     | 4 (2018)         |

## Torneo Apertura

### Primeira fase

#### Classificação
| Pos | Equipe                  | Pts | J  | V | E | D | GP | GC | SG  | Classificação |
| --- | ----------------------- | --- | -- | - | - | - | -- | -- | --- | ------------- |
| 1   | Universidad Central     | 25  | 13 | 6 | 7 | 0 | 17 | 8  | +9  | Semifinais    |
| 2   | Angostura               | 24  | 13 | 7 | 3 | 3 | 16 | 13 | +3  | Semifinais    |
| 3   | Inter de Barinas        | 22  | 13 | 7 | 1 | 5 | 14 | 12 | +2  | Semifinais    |
| 4   | Portuguesa              | 21  | 13 | 6 | 3 | 4 | 17 | 12 | +5  | Semifinais    |
| 5   | Carabobo                | 21  | 13 | 5 | 6 | 2 | 14 | 9  | +5  | Semifinais    |
| 6   | Metropolitanos          | 21  | 13 | 6 | 3 | 4 | 19 | 18 | +1  | Semifinais    |
| 7   | Academia Puerto Cabello | 20  | 13 | 5 | 5 | 3 | 15 | 11 | +4  | Semifinais    |
| 8   | Deportivo La Guaira     | 20  | 13 | 5 | 5 | 3 | 14 | 15 | −1  | Semifinais    |
| 9   | Deportivo Táchira       | 19  | 13 | 5 | 4 | 4 | 13 | 10 | +3  |               |
| 10  | Monagas                 | 19  | 13 | 5 | 4 | 4 | 19 | 18 | +1  |               |
| 11  | Caracas                 | 12  | 13 | 2 | 6 | 5 | 10 | 13 | −3  |               |
| 12  | Estudiantes de Mérida   | 8   | 13 | 2 | 2 | 9 | 14 | 24 | −10 |               |
| 13  | Rayo Zuliano            | 7   | 13 | 1 | 4 | 8 | 16 | 23 | −7  |               |
| 14  | Zamora                  | 5   | 13 | 0 | 5 | 8 | 10 | 22 | −12 |               |

#### Desempenho por rodada
Clubes que lideraram o campeonato ao final de cada rodada:
|       | 1ª  | 2ª  | 3ª  | 4ª  | 5ª  | 6ª  | 7ª  | 8ª  | 9ª  | 10ª | 11ª | 12ª | 13ª |
| Geral | TAC | CAR | TAC | TAC | APC | APC | APC | APC | UCV | UCV | UCV | UCV | UCV |

Clubes que ficaram na última posição do campeonato ao final de cada rodada:
|       | 1ª  | 2ª  | 3ª  | 4ª  | 5ª  | 6ª  | 7ª  | 8ª  | 9ª  | 10ª | 11ª | 12ª | 13ª |
| Geral | EST | EST | EST | EST | EST | EST | EST | EST | EST | EST | EST | EST | ZAM |

#### Resultados
| Mandante \ Visitante    | APC | ANG | CBO | CAR | DLG | DRZ | TAC | ESM | INT | MET | MON | POR | UCV | ZAM |
| ----------------------- | --- | --- | --- | --- | --- | --- | --- | --- | --- | --- | --- | --- | --- | --- |
| Academia Puerto Cabello | —   | —   | 2–2 | 2–0 | —   | 3–1 | —   | 2–1 | —   | 2–3 | 2–2 | —   | —   | —   |
| Angostura               | 1–0 | —   | —   | —   | 1–1 | —   | 2–0 | —   | 2–1 | —   | —   | 0–0 | 0–0 | —   |
| Carabobo                | —   | 2–1 | —   | 1–0 | —   | 2–2 | —   | 1–0 | 1–0 | —   | —   | —   | 0–1 | 3–1 |
| Caracas                 | —   | 0–1 | —   | —   | 2–0 | —   | 0–0 | —   | 1–2 | —   | —   | 0–1 | 2–2 | —   |
| Deportivo La Guaira     | 0–0 | —   | 0–0 | —   | —   | —   | 1–0 | —   | —   | 1–2 | 2–1 | 0–2 | —   | 2–1 |
| Rayo Zuliano            | —   | 2–3 | —   | 0–1 | 2–2 | —   | —   | —   | 0–1 | —   | —   | 3–1 | 2–2 | —   |
| Deportivo Táchira       | 0–1 | —   | 1–0 | —   | —   | 2–1 | —   | 5–1 | —   | 2–0 | 1–0 | —   | —   | —   |
| Estudiantes de Mérida   | —   | 0–1 | —   | 1–1 | 1–2 | 2–1 | —   | —   | 0–2 | —   | —   | —   | 0–1 | 3–1 |
| Inter de Barinas        | 1–0 | —   | —   | —   | 1–2 | —   | 1–1 | —   | —   | —   | 1–0 | 1–3 | 0–1 | 1–0 |
| Metropolitanos          | —   | 2–0 | 1–1 | 0–0 | —   | 1–0 | —   | 1–1 | 1–2 | —   | —   | —   | —   | 3–1 |
| Monagas                 | —   | 4–2 | 0–0 | 1–1 | —   | 2–1 | —   | 3–2 | —   | 2–4 | —   | —   | —   | 1–0 |
| Portuguesa              | 0–1 | —   | 0–0 | —   | —   | —   | 1–1 | 3–2 | —   | 3–1 | 1–2 | —   | —   | —   |
| Universidad Central     | 0–0 | —   | —   | —   | 1–1 | —   | 2–0 | —   | —   | 3–0 | 1–1 | 1–0 | —   | 2–2 |
| Zamora                  | 0–0 | 1–2 | —   | 2–2 | —   | 1–1 | 0–0 | —   | —   | —   | —   | 0–2 | —   | —   |

### Semifinais Apertura

#### Sorteio
Os oito times classificados foram sorteados em dois grupos compostos por quatro times, sendo que as duas melhores equipes ficaram em grupos diferentes. Os dois melhores times de cada grupo avançam para a final.

#### Grupo A
| Pos | Equipe              | Pts | J | V | E | D | GP | GC | SG | Classificado |     | MET | DLG | UCV | INT |
| --- | ------------------- | --- | - | - | - | - | -- | -- | -- | ------------ | --- | --- | --- | --- | --- |
| 1   | Metropolitanos      | 14  | 6 | 4 | 2 | 0 | 13 | 6  | +7 | Final        |     | —   | 2–1 | 5–2 | 2–0 |
| 2   | Deportivo La Guaira | 9   | 6 | 3 | 0 | 3 | 8  | 8  | 0  |              |     | 1–2 | —   | 0–2 | 2–1 |
| 3   | Universidad Central | 8   | 6 | 2 | 2 | 2 | 9  | 8  | +1 |              | 0–0 | 0–2 | —   | 4–0 |     |
| 4   | Inter de Barinas    | 2   | 6 | 0 | 2 | 4 | 5  | 13 | −8 |              | 2–2 | 1–2 | 1–1 | —   |     |

##### Desempenho por rodada
Clubes que lideraram o campeonato ao final de cada rodada:
|         | 1ª  | 2ª  | 3ª  | 4ª  | 5ª  | 6ª  |
| Grupo A | UCV | UCV | MET | MET | MET | MET |

#### Grupo B
| Pos | Equipe                  | Pts | J | V | E | D | GP | GC | SG | Classificado |     | CBO | POR | APC | ANG |
| --- | ----------------------- | --- | - | - | - | - | -- | -- | -- | ------------ | --- | --- | --- | --- | --- |
| 1   | Carabobo                | 11  | 6 | 3 | 2 | 1 | 10 | 5  | +5 | Final        |     | —   | 2–1 | 1–1 | 3–0 |
| 2   | Portuguesa              | 8   | 6 | 2 | 2 | 2 | 10 | 10 | 0  |              |     | 2–1 | —   | 1–1 | 2–2 |
| 3   | Academia Puerto Cabello | 6   | 6 | 1 | 3 | 2 | 5  | 7  | −2 |              | 0–2 | 1–0 | —   | 1–1 |     |
| 4   | Angostura               | 6   | 6 | 1 | 3 | 2 | 9  | 12 | −3 |              | 1–1 | 3–4 | 2–1 | —   |     |

##### Desempenho por rodada
Clubes que lideraram o campeonato ao final de cada rodada:
|         | 1ª  | 2ª  | 3ª  | 4ª  | 5ª  | 6ª  |
| Grupo B | CBO | CBO | CBO | CBO | CBO | CBO |

### Final do Torneo Apertura
| 2 de junho    | Carabobo | 3 – 0 | Metropolitanos | Estadio Misael Delgado, Valencia |
| 17:00 (UTC−4) |          |       |                |                                  |

## Torneo Clausura

### Primeira fase

#### Classificação
| Pos | Equipe                  | Pts | J  | V | E | D  | GP | GC | SG  | Classificação |
| --- | ----------------------- | --- | -- | - | - | -- | -- | -- | --- | ------------- |
| 1   | Deportivo Táchira       | 27  | 13 | 7 | 6 | 0  | 17 | 5  | +12 | Semifinais    |
| 2   | Monagas                 | 25  | 13 | 7 | 4 | 2  | 22 | 15 | +7  | Semifinais    |
| 3   | Rayo Zuliano            | 23  | 13 | 7 | 2 | 4  | 18 | 15 | +3  | Semifinais    |
| 4   | Estudiantes de Mérida   | 22  | 13 | 6 | 4 | 3  | 20 | 14 | +6  | Semifinais    |
| 5   | Carabobo                | 20  | 13 | 5 | 5 | 3  | 17 | 13 | +4  | Semifinais    |
| 6   | Caracas                 | 20  | 13 | 5 | 5 | 3  | 15 | 12 | +3  | Semifinais    |
| 7   | Deportivo La Guaira     | 20  | 13 | 5 | 5 | 3  | 13 | 11 | +2  | Semifinais    |
| 8   | Zamora                  | 20  | 13 | 6 | 2 | 5  | 15 | 14 | +1  | Semifinais    |
| 9   | Universidad Central     | 19  | 13 | 5 | 4 | 4  | 18 | 17 | +1  |               |
| 10  | Metropolitanos          | 18  | 13 | 4 | 6 | 3  | 15 | 16 | −1  |               |
| 11  | Academia Puerto Cabello | 13  | 13 | 3 | 4 | 6  | 13 | 15 | −2  |               |
| 12  | Portuguesa              | 11  | 13 | 3 | 2 | 8  | 12 | 21 | −9  |               |
| 13  | Angostura               | 6   | 13 | 1 | 3 | 9  | 9  | 20 | −11 |               |
| 14  | Inter de Barinas        | 2   | 13 | 0 | 2 | 11 | 8  | 25 | −17 |               |

#### Desempenho por rodada
Clubes que lideraram o campeonato ao final de cada rodada:
|       | 1ª  | 2ª  | 3ª  | 4ª  | 5ª  | 6ª  | 7ª  | 8ª  | 9ª  | 10ª | 11ª | 12ª | 13ª |
| Geral | CBO | CBO | CBO | CBO | CBO | EST | EST | EST | TAC | TAC | TAC | TAC | TAC |

Clubes que ficaram na última posição do campeonato ao final de cada rodada:
|       | 1ª  | 2ª  | 3ª  | 4ª  | 5ª  | 6ª  | 7ª  | 8ª  | 9ª  | 10ª | 11ª | 12ª | 13ª |
| Geral | INT | INT | INT | INT | INT | INT | INT | INT | INT | INT | INT | INT | INT |

#### Resultados
| Mandante \ Visitante    | APC | ANG | CBO | CAR | DLG | DRZ | TAC | ESM | INT | MET | MON | POR | UCV | ZAM |
| ----------------------- | --- | --- | --- | --- | --- | --- | --- | --- | --- | --- | --- | --- | --- | --- |
| Academia Puerto Cabello | —   | 1–1 | —   | —   | 0–1 | —   | 0–0 | —   | 2–0 | —   | —   | 0–0 | 3–3 | 1–0 |
| Angostura               | —   | —   | 1–2 | 0–0 | —   | 0–1 | —   | 1–1 | —   | 0–2 | 0–2 | —   | —   | 1–2 |
| Carabobo                | 2–1 | —   | —   | —   | 3–1 | —   | 1–1 | —   | —   | 2–2 | 0–0 | 1–0 | —   | —   |
| Caracas                 | 0–0 | —   | 0–0 | —   | —   | 1–2 | —   | 2–3 | —   | 2–1 | 1–2 | —   | —   | 2–1 |
| Deportivo La Guaira     | —   | 3–2 | —   | 0–0 | —   | 3–2 | —   | 0–0 | 1–0 | —   | —   | —   | 2–0 | —   |
| Rayo Zuliano            | 3–2 | —   | 2–1 | —   | —   | —   | 0–1 | 2–1 | —   | 2–2 | 1–2 | —   | —   | 0–0 |
| Deportivo Táchira       | —   | 2–0 | —   | 1–1 | 1–0 | —   | —   | —   | 4–1 | —   | —   | 2–0 | 2–0 | 1–0 |
| Estudiantes de Mérida   | 2–1 | —   | 0–0 | —   | —   | —   | 1–1 | —   | —   | 4–0 | 2–1 | 2–0 | —   | —   |
| Inter de Barinas        | —   | 1–2 | 0–4 | 1–2 | —   | 0–1 | —   | 1–2 | —   | 1–3 | —   | —   | —   | —   |
| Metropolitanos          | 1–1 | —   | —   | —   | 0–0 | —   | 1–1 | —   | —   | —   | 1–2 | 2–1 | 0–0 | —   |
| Monagas                 | 2–1 | —   | —   | —   | 0–0 | —   | 0–0 | —   | 2–2 | —   | —   | 4–1 | 1–3 | —   |
| Portuguesa              | —   | 2–1 | —   | 0–1 | 2–1 | 1–2 | —   | —   | 2–1 | —   | —   | —   | 1–1 | 2–3 |
| Universidad Central     | —   | 1–0 | 3–1 | 1–3 | —   | 1–0 | —   | 3–1 | 0–0 | —   | —   | —   | —   | —   |
| Zamora                  | —   | —   | 2–0 | —   | 0–0 | —   | —   | 1–0 | 1–0 | 0–1 | 2–4 | —   | 3–2 | —   |

### Semifinais Clausura

#### Sorteio
Os oito times classificados serão sorteados em dois grupos compostos por quatro times, sendo que as duas melhores equipes ficaram em grupos diferentes. Os dois melhores times de cada grupo avançam para a final.

#### Grupo A
| Pos | Equipe            | Pts | J | V | E | D | GP | GC | SG  | Classificado |     | TAC | DRZ | CAR | ZAM |
| --- | ----------------- | --- | - | - | - | - | -- | -- | --- | ------------ | --- | --- | --- | --- | --- |
| 1   | Deportivo Táchira | 16  | 6 | 5 | 1 | 0 | 14 | 3  | +11 | Final        |     | —   | 3–1 | 2–0 | 1–1 |
| 2   | Rayo Zuliano      | 7   | 6 | 2 | 1 | 3 | 9  | 11 | −2  |              |     | 1–2 | —   | 0–3 | 3–0 |
| 3   | Caracas           | 6   | 6 | 2 | 0 | 4 | 7  | 10 | −3  |              | 0–4 | 0–1 | —   | 3–1 |     |
| 4   | Zamora            | 5   | 6 | 1 | 2 | 3 | 7  | 13 | −6  |              | 0–2 | 3–3 | 2–1 | —   |     |

##### Desempenho por rodada
Clubes que lideraram o campeonato ao final de cada rodada:
|         | 1ª  | 2ª  | 3ª  | 4ª  | 5ª  | 6ª  |
| Grupo A | TAC | TAC | TAC | TAC | TAC | TAC |

#### Grupo B
| Pos | Equipe                | Pts | J | V | E | D | GP | GC | SG | Classificado |     | CBO | DLG | ESM | MON |
| --- | --------------------- | --- | - | - | - | - | -- | -- | -- | ------------ | --- | --- | --- | --- | --- |
| 1   | Carabobo              | 14  | 6 | 4 | 2 | 0 | 9  | 2  | +7 | Final        |     | —   | 1–1 | 2–0 | 1–0 |
| 2   | Deportivo La Guaira   | 13  | 6 | 4 | 1 | 1 | 10 | 4  | +6 |              |     | 0–1 | —   | 3–1 | 3–1 |
| 3   | Estudiantes de Mérida | 6   | 6 | 2 | 0 | 4 | 6  | 11 | −5 |              | 0–3 | 0–1 | —   | 2–0 |     |
| 4   | Monagas               | 1   | 6 | 0 | 1 | 5 | 4  | 12 | −8 |              | 1–1 | 0–2 | 2–3 | —   |     |

##### Desempenho por rodada
Clubes que lideraram o campeonato ao final de cada rodada:
|         | 1ª  | 2ª  | 3ª  | 4ª  | 5ª  | 6ª  |
| Grupo B | DLG | DLG | CBO | CBO | CBO | CBO |

### Final do Torneo Clausura
| 24 de novembro | Deportivo Táchira | 4 – 1 | Carabobo | Estádio Polideportivo de Pueblo Nuevo, San Cristóbal |
| 19:00 (UTC−4)  |                   |       |          |                                                      |

## Final
Ida
| 1 de dezembro | Deportivo Táchira | 1 – 1 | Carabobo | Estádio Polideportivo de Pueblo Nuevo, San Cristóbal |
| 19:00 (UTC−4) |                   |       |          |                                                      |

Volta
| 8 de dezembro | Carabobo | 0 – 0 (2 – 4 pen) | Deportivo Táchira | Estadio Misael Delgado, Valencia |
| 17:00 (UTC−4) |          |                   |                   |                                  |

## Premiação
| Campeonato Venezuelano de Futebol de 2024 LIGA FUTVE 2024 |
| Venezuela                                                 |
| --------------------------------------------------------- |
| Deportivo Táchira Campeão (11.º título)                   |

## Tabela acumulada

#### Classificação
| Pos | Equipe                  | Pts | J  | V  | E  | D  | GP | GC | SG  | Classificação                               |
| --- | ----------------------- | --- | -- | -- | -- | -- | -- | -- | --- | ------------------------------------------- |
| 1   | Deportivo Táchira       | 46  | 26 | 12 | 10 | 4  | 30 | 15 | +15 | Fase de grupos da Copa Libertadores de 2025 |
| 2   | Universidad Central     | 44  | 26 | 11 | 11 | 4  | 35 | 25 | +10 | 2ª fase da Copa Libertadores de 2025        |
| 3   | Monagas                 | 44  | 26 | 12 | 8  | 6  | 41 | 32 | +9  | 1ª fase da Copa Libertadores de 2025        |
| 4   | Carabobo                | 41  | 26 | 10 | 11 | 5  | 30 | 22 | +8  | Fase de grupos da Copa Libertadores de 2025 |
| 5   | Deportivo La Guaira     | 40  | 26 | 10 | 10 | 6  | 26 | 24 | +2  | 1ª fase da Copa Sul-Americana de 2025       |
| 6   | Metropolitanos          | 39  | 26 | 10 | 9  | 7  | 35 | 34 | +1  | 1ª fase da Copa Sul-Americana de 2025       |
| 7   | Academia Puerto Cabello | 32  | 26 | 7  | 11 | 8  | 28 | 26 | +2  | 1ª fase da Copa Sul-Americana de 2025       |
| 8   | Caracas                 | 32  | 26 | 7  | 11 | 8  | 25 | 25 | 0   | 1ª fase da Copa Sul-Americana de 2025       |
| 9   | Portuguesa              | 32  | 26 | 9  | 5  | 12 | 29 | 33 | −4  |                                             |
| 10  | Rayo Zuliano            | 30  | 26 | 8  | 6  | 12 | 34 | 37 | −3  |                                             |
| 11  | Estudiantes de Mérida   | 30  | 26 | 8  | 6  | 12 | 33 | 37 | −4  |                                             |
| 12  | Angostura               | 30  | 26 | 8  | 6  | 12 | 25 | 33 | −8  |                                             |
| 13  | Zamora                  | 25  | 26 | 6  | 7  | 13 | 25 | 36 | −11 |                                             |
| 14  | Inter de Barinas        | 24  | 26 | 7  | 3  | 16 | 22 | 38 | −16 | Rebaixado para a Segunda Divisão de 2025    |